# Поварня (Свердловская область)
Пова́рня — деревня в Белоярском районе Свердловской области России. Входит в Белоярский муниципальный округ.
Ранее деревня входила в состав Косулинского сельсовета Белоярского района.

## География
Деревня Поварня расположена на обоих берегах реки Бобровки, в 25 километрах к юго-западу от посёлка Белоярского. Через деревню проходит железнодорожная ветка Екатеринбург — Курган. В Поварне расположен остановочный пункт 29 км Свердловской железной дороги.

### Часовой пояс
Поварня, как и вся Свердловская область, находится в часовой зоне МСК+2. Смещение применяемого времени относительно UTC составляет +5:00.

## Население
| 2002 | 2010 | 2021  |
| ---- | ---- | ----- |
| 443  | ↘402 | ↗1344 |

## Инфраструктура
В Поварне 19 улиц: Береговая, Весёлая, Весенняя, Вишнёвая, Вольная, Заречная, Зимняя, Ленина, Лесная, Назарова, Октябрьская, Патрушева, Привольная, Приречная, Промышленная, Речная, Станционная, Цветочная и Южная; два переулка: Дачный и Загородный; остановочный пункт 29-й километр.
Имеется церковь.

## Уничтожение U-2
1 мая 1960 года на поле Косулинского совхоза близ деревни Поварня упал сбитый самолёт-разведчик Lockheed U-2, пилотируемый Фрэнсисом Гэри Пауэрсом.